# ゆざ交通
ゆざ交通株式会社（ゆざこうつう）は、山形県飽海郡遊佐町に本社を置いていた、庄交ホールディングス傘下のバス事業者である。
庄内交通より遊佐地区ローカル線を譲り受けて営業を開始した。

## 沿革
- 1995年9月 - ゆざ交通株式会社を設立。
- 2013年4月1日 - 羅漢線及び遊佐線廃止。これにより、業務は遊佐町営バスの運行受託のみとなる。
- 2013年7月1日 - 遊佐町営バスの運行受託終了。

## 事業所
- 本社・遊佐営業所
  - 山形県飽海郡遊佐町遊佐字五所ノ馬場4-1

## バス路線
2013年3月31日まで以下の2路線を運行していた。なお、2008年10月1日のダイヤ改正より、同社の運行するバス路線は土曜・日曜・休日・年末年始期間（12月31日〜翌年1月3日まで）については全便運休となっていた。
- 羅漢線
  - ゆたか町〜泉町〜庄交バスターミナル〜酒田駅前〜中町/本町荘銀前〜旧工業高校〜六ツ新田〜中藤崎〜南山〜吹浦駅〜十六羅漢
- 遊佐線
  - 大通り商店街〜中町/本町荘銀前〜酒田駅前〜庄交バスターミナル〜旧工業高校〜六ツ新田〜鳥海学園前〜中藤崎〜遊佐駅〜エルパ

## 運行受託路線
2013年6月まで遊佐町営バスの運行業務を受託していた。